# Station Bremerhaven-Lehe
Station Bremerhaven-Lehe, ook wel Bremerhaven-Lehe Personenstation (Bremerhaven-Lehe Personenbahnhof (Pbf)) is een spoorwegstation in de Duitse stad Bremerhaven, in de deelstaat Bremen. Het in 1914 geopende station heeft een monumentenstatus.

## Geschiedenis
Bremerhaven, Geestemünde en Lehe waren eind 19e eeuw aan elkaar gegroeide steden. In 1924 ontstond de stad Wesermünde, hernoemd in Seestadt Bremerhaven. In 1862 werd de spoorlijn Wunstorf - Bremerhaven geopend, ook wel Geestebahn genoemd.
Goederen- en ook personenverkeer op hetzelfde spoor in het stadscentrum bleek de ontwikkeling van de lokale economie en de stad in de weg te zitten. Daarom werden de sporen in de drie Unterweser gemeente gezamenlijk gereorganiseerd. Tot 1914 ontstond er een nieuw tracé van Cuxhaven via Speckenbüttel en Lehe naar Geestemünde met het nieuwe personenstation Geestemünde (tegenwoordig Bremerhaven Hauptbahnhof).
Het huidige doorgangsstation ontstond naar plannen van de architect Ernst Moeller van de Koninklijke Spoorwegen Hannover. Gebouwd werd van 1912 tot 1914. Het ontwerp van station Lehe is van hetzelfde ontwerp van Bremerhaven Hbf. Het station kreeg dezelfde indeling qua faciliteiten welke de Pruisische Staatspoorwegen al had toegepast op het centraal station van Hannover.
In het midden van de symmetrische bouwmethode staat het stationsgebouw met de centrale hal, die de hal met twee rechte gesloten raampartijen opent. De twee lagere gebouwen aan beide zijde waren voorheen de bagageafhandeling en de wachtruimtes gevestigd. In de noordelijke vleugel bevonden zich apart de wachtruimtes voor de 1ste en 2de klasse en voor de 3de en 4de klassen. In de zuidelijke vleugen was het stationsbeheer ondergebracht, aansluitend een ruimte voor de pakketten. Een tunnel verbindt de hoger gelegen sporen met het stationsgebouw.
Het mansardedak over de centrale vleugel heeft op de nok een toren voor de klok. Over de gelijk gebouwde vleugels bevinden zich schilddaken. Het gebouw komt uit het tijdperk van de Reformstil en heeft een klein aantal decoratieve elementen. Als decoraties zijn er elementen en drie zandstenen pilaren van het centrale deel van de beeldhouwer Hermann Mesecke. Hij gebruikt beeltenissen van het spoor en de visserij.
In 1983 werd het stationsgebouw verkocht. Een deel van het gebouw wordt gebruikt door een aantal discounters. Na de verhuizing van de winkels is de ruimte klaar voor de sloophamer. Op het voorplein is er nog een ingang van een schuilkelder.
In 2010 werd station Lehe een monument.

## Treinseries
De volgende treinseries doen station Bremerhaven-Lehe aan:
| Serie | Treinsoort                       | Route                                                                                              | Bijzonderheden                                              |
| ----- | -------------------------------- | -------------------------------------------------------------------------------------------------- | ----------------------------------------------------------- |
| RE 8  | Regional-Express (DB Regio Nord) | Bremerhaven-Lehe – Bremerhaven Hbf – Bremen Hbf – Verden (Aller) – Nienburg (Weser) – Hannover Hbf | Rijdt eenmaal per twee uur                                  |
| RE 9  | Regional-Express (DB Regio Nord) | (Bremerhaven-Lehe – Bremerhaven Hbf – ) Bremen Hbf – Diepholz – Osnabrück Hbf                      | Rijdt 1x per twee uur tussen Bremerhaven-Lehe en Bremen Hbf |
| RB 33 | Regionalbahn (EVB)               | Buxtehude – Bremervörde – Bremerhaven Hbf – Bremerhaven-Lehe – Cuxhaven                            |                                                             |
| S2    | Regio-S-Bahn (NordWestBahn)      | Bremerhaven-Lehe – Bremerhaven Hbf – Osterholz-Scharmbeck – Bremen Hbf – Twistringen               | Versterkingstreinen tijdens de spits                        |